# 9-й піхотний полк (Австро-Угорщина)
9-й Галицький піхотний полк графа Клерфе (нім. k.u.k. Galizisches Infanterie Regiment "Graf Clerfait" Nr. 9) — піхотний полк Спільної армії Збройних сил Австро-Угорщини. Полк, з найбільшою кількістю українців у своєму складі.

## Історія
Полк було створено в 1725 році. 
У 1888 році полк отримав «навіки» ім'я фельдмаршала Франца Себастьяна Карла Жозефа Клерфайта де Круа.
Штаб–квартири: Сібіу (1868), Оломоуць (1869–1880), Маглай (188–1881), Львів (1882–1888), Ярослав (1888–1902), Перемишль (1902–1914). Округ поповнення №9 Стрий на території 10-го армійського корпусу. 
Полкове свято відзначалося 4 червня, в пам'ять битви при Мадженті в Австро-італо-французькій війні (1859).

## Бойовий шлях
Брав участь в австро-турецьких війнах, Семирічній війні, Наполеонівських війнах, Австро-прусській війні та в Угорській революції.
В 1914 році полк вирушив на Італійський фронт Першої світової війни. Згодом полк був переведений на Східний фронт, брав участь в боях за гору Маківка (1915).

## Склад
- 1-й батальйон (1903–1914: Перемишль);
- 2-й батальйон (1903–1914: Стрий);
- 3-й батальйон (1903–1905: Перемишль; 1906–1914: Радимно);
- 4-й батальйон (1903–1914: Перемишль).

Національний склад (1914):
- 73%  — українці;
- 20% — поляки;
- 7% — інші національності.[2]

## Почесні шефи
- 1725–1775: фельдмаршал Франсіско Лос Ріос де Гутьєррес;
- 1775–1798: граф Франц Себастьян Карл Жозеф Клерфайт де Круа;
- 1802–1823: князь Адам Казимир Чорторийський;
- 1825–1823: фельдмаршал-лейтенант Фрідріх Вільгельм Бельгікус фон Бентхайм-Штайнфурт;
- 1839–1868: фельдцейхмейстер Прокоп фон Гартман-Кларштейн;
- 1869–1874: фельдцейхмейстер Карл фон Мертенс;
- 1874–1888: фельдцейхмейстер Фрідріх Пакенж фон Кільштедт.

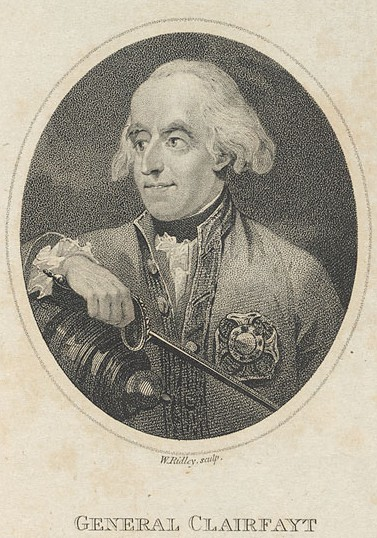
Граф Клерфе де Круа
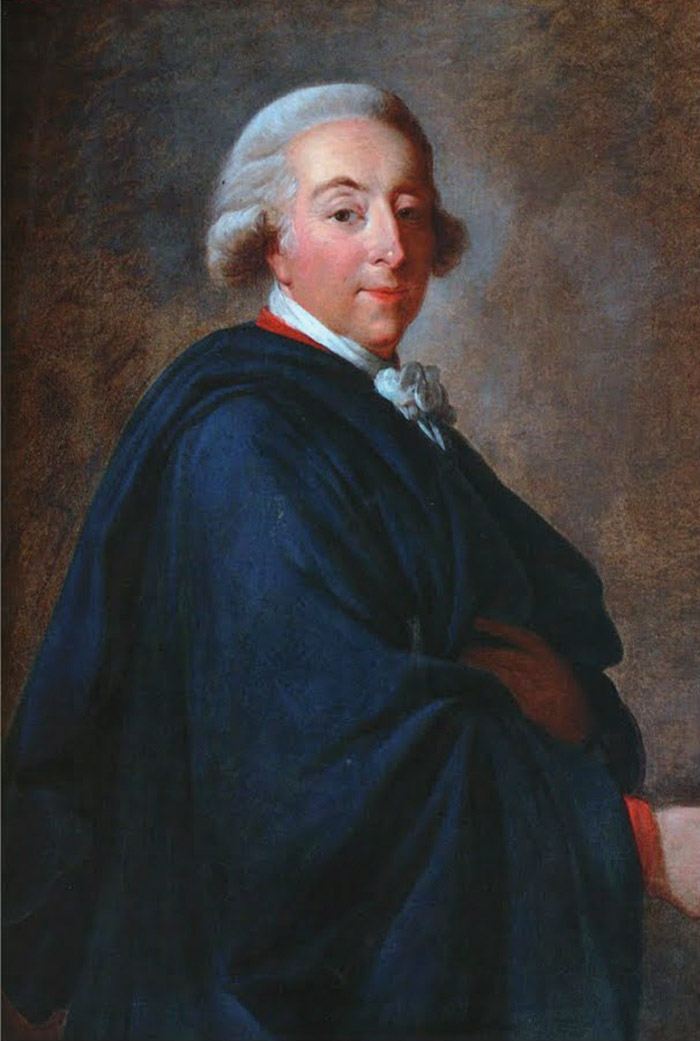
Князь Адам Казимир Чорторийський
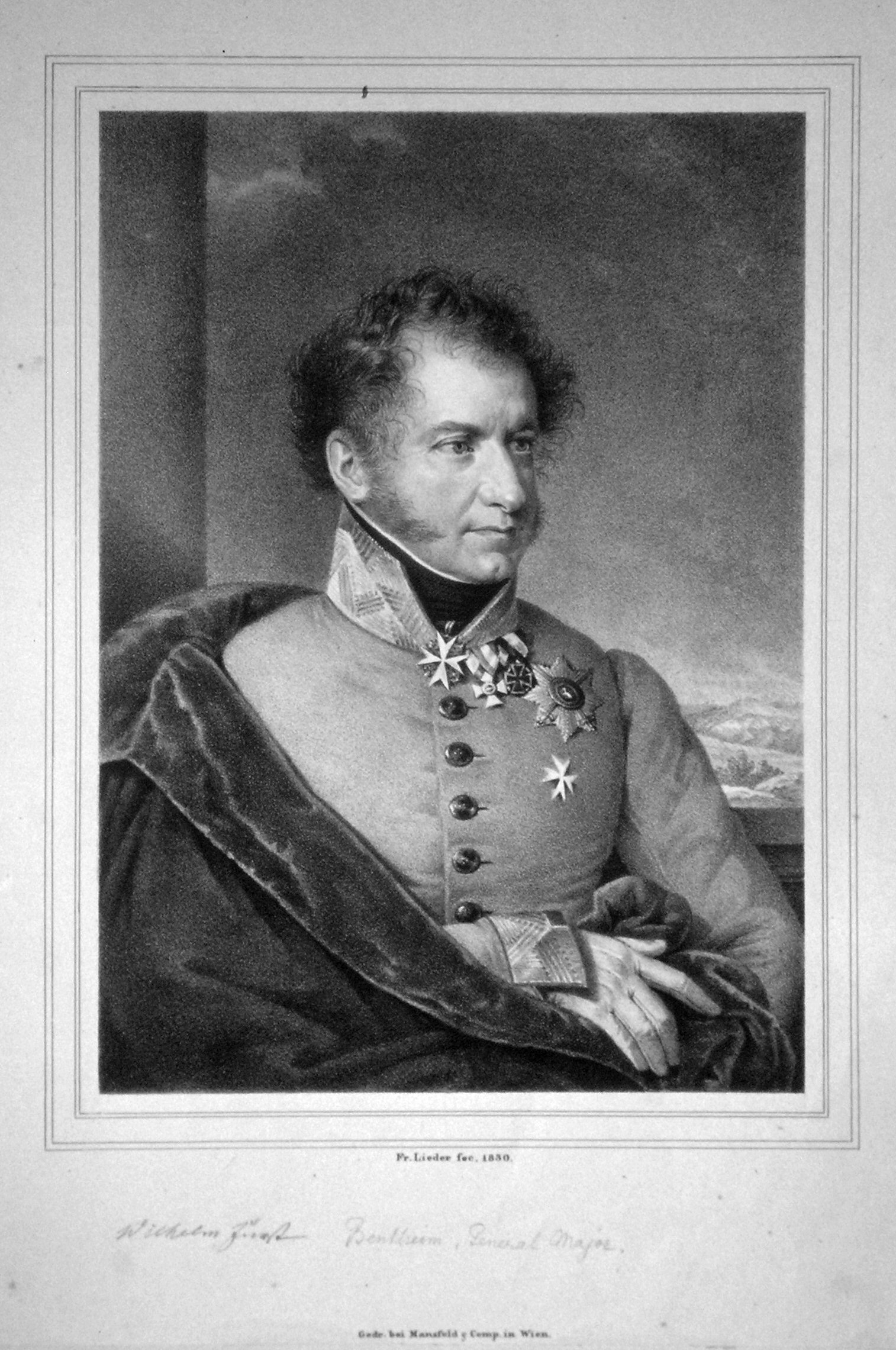
Фрідріх Бельгікус фон Бентхайм-Штайнфурт

## Командування
- 1868–1869: полковник Фердинанд фон Рюбер;
- 1869–1873: полковник Рудольф Краутнер фон Татенбург;
- ? – 1877: полковник Гвідо фон Кобер;
- 1877–1878: полковник Ніколас Лауперт;
- 1879–1883: полковник Генріх Пелікан;
- 1883–1887: полковник Еміль фон Андерс;
- 1887–1889: полковник Фрідріх Правда;
- 1889–1893: полковник Леопольд фон Грівичич;
- 1893–1898: полковник Артур Йонак фон Фрейенвальд;
- 1898–1904: полковник Карл Фрайгер Даублескі фон Штернек цу Еренштайн;
- 1904–1907: полковник Річард Шрайер;
- 1907–1910: полковник Франц Шрайттер фон Шварценфельд;
- 1910–1914: полковник Фелікс Кір-Соболевський;
- 1914–1916: полковник Людвіг Кеммель-Шустер фон Мегіфал.[2]

## Підпорядкування
Полк входив до складу 10-го корпусу 24-ї піхотної дивізії. Станом на серпень 1914 р. 4 батальйон полку входили в 47-му піхотну бригаду. 
15 червня 1918 р. – 3 батальйони в 7-й піхотній бригаді, 4-й батальйон перейшов до 109-го піхотного полку під №1. 15 жовтня 1918 – 3 батальйони були в складі 7-ї піхотної бригади.

## Однострій

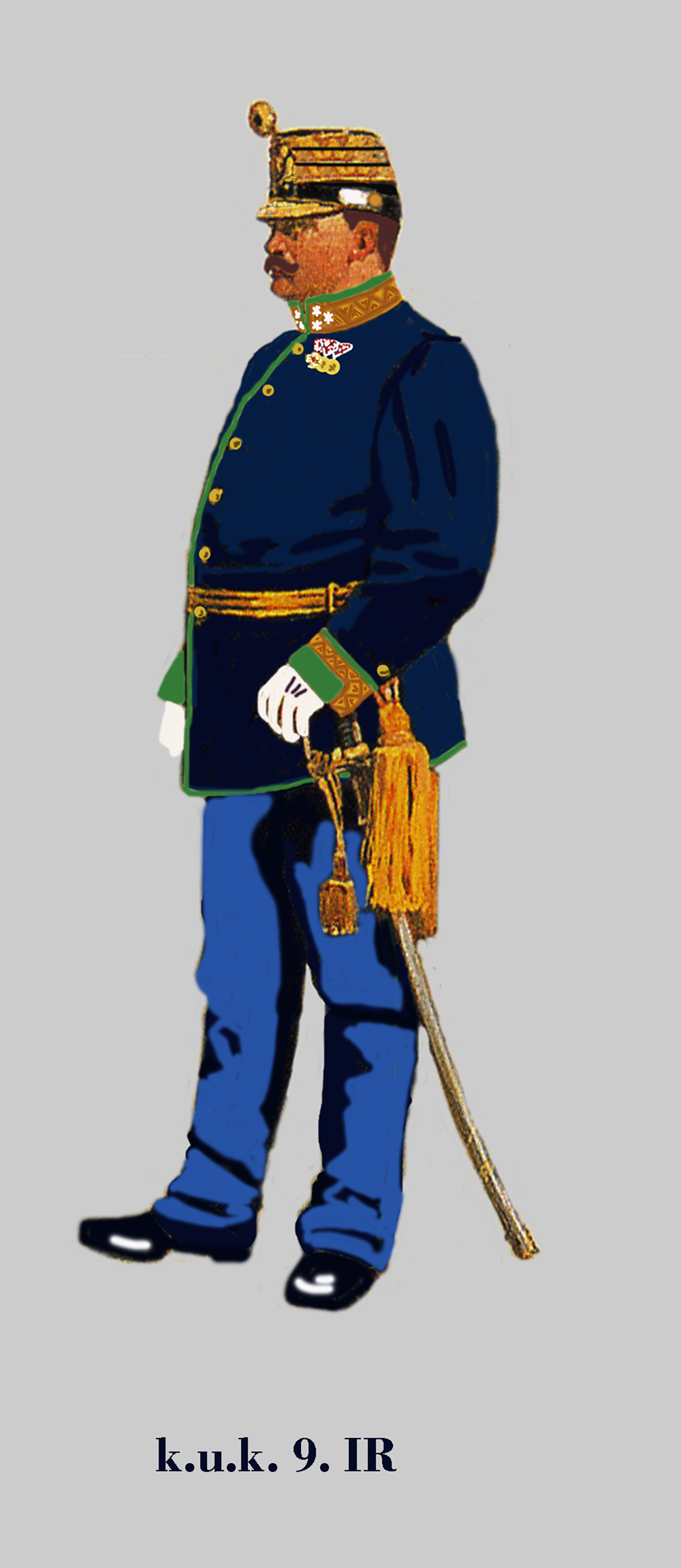
Полковник 9-го піхотного полку.
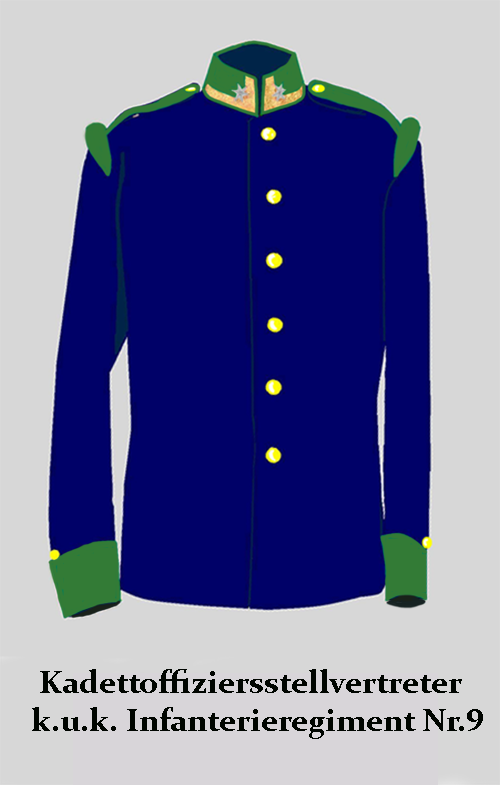
Мундир кадета–заступника офіцера 9-го піхотного полку.

## Військовослужбовці
- Вільгельм Лобковіц (1893, Фрідек – 1938, Бутовський полігон) ― майор Збройних сил Австро-Угорщини, начальником оперативної частини армійської групи 10 корпусу ЗС Австро-Угорщини. Отаман УГА;
- Альфред Редль (1864, Львів – 1913, Відень) ― полковник, начальник бюро збору інформації військової розвідки Австрії, начальник штабу VIII армії ЗС Австро-Угорщини.